# Buckelhelm
Ein Buckelhelm ist eine italisch-etruskische Helmform aus Bronze, die von der ersten Hälfte des 7. Jahrhunderts v. Chr. bis zu Beginn des 5. Jahrhunderts v. Chr. in Gebrauch war. Sie sind als Beigaben von Kriegergräbern bekannt.
Die Buckelhelme gehören zu den italischen Helmen mit Krempe. Sie gliedern sich in zwei Typen: Die glatten Buckelhelme, bei denen die halbkugelförmige Kalotte direkt in die schräg abfallende Krempe übergeht, sowie die Buckelhelme mit Kehle, bei denen eine breite Randkehle die Kalotte deutlich von der Krempe absetzt. Beiden Typen eigen sind die zwei namensgebenden Buckel auf der Kalotte, die durch einen ins Helminnere reichenden Nietstift mit einem Blechstück verbunden sind. An diesem Blechstück wurde vermutlich das Helmfutter festgeklemmt. Ebenfalls an der Kalotte angebracht waren Halterungen für einen Rosshaarkamm.
Von den glatten Buckelhelmen werden zwei Varianten unterschieden. Zum einen die aus dem etruskischen Raum stammende Variante Vetulonia, welche die frühste Form der Buckelhelme darstellt. Im Gegensatz zu der erst in der zweiten Hälfte des 7. Jahrhunderts v. Chr. im südlichen Picenum auftretenden Variante Montegiorgio Piceno, besteht sie aus über einem Millimeter dicken Material und besitzt eine weiter ausladende Krempe. Bei beiden Varianten befinden sich die Buckel seitlich einander gegenüberliegend im oberen Zeil der Kalotte.
Die Buckelhelme mit Kehle teilen sich zum einen in die Variante Montelparo, bei der von vorne nach hinten verlaufend Hörner und Tierohren aus der Kalotte herausgetrieben wurden. Sie kam in der ersten Hälfte des 6. Jahrhunderts v. Chr. im Picenum auf. Einer nahestehenden Gruppe fehlt diese Hörnerzier. In der Golasecca-Kultur wurde der Buckelhelm mit Kehle in der Variante Turin übernommen, mit waagerechter Krempe und verstärktem Rand. Bei beiden Varianten sind die Buckel größer als beim glatten Buckelhelm und befinden sich weiter unten auf der Helmglocke.

## Beschreibung
Ein Buckelhelm besteht aus Bronze. Die Helmglocke ist halbkugelförmig und beim Typ mit Kehle durch eine breite Randkehle deutlich vom Helmrand abgesetzt. Der umlaufende Helmrand ist verstärkt gearbeitet und mit gravierten Mustern verziert. Auf der Scheitellinie sind zwei Löcher vorhanden, die zur Verspannung der Helmzier (Zimir) dienen, über dem Scheitel sind ebenfalls Löcher vorhanden. Auf der Rückseite war eine Halterung befestigt, die wahrscheinlich der zusätzlichen Helmzierbefestigung diente. Das Auffallendste an den Helmen sind die rechts und links angebrachten Buckel, die aus einer keramischen Masse bestehen. Sie waren im Originalzustand mit Bronzeblech abgedeckt und gaben dem Helm seinen Namen. Die Helme sind etwa 20 cm hoch und haben einen Durchmesser von etwa 26 cm, das Gewicht beträgt etwa 1200 Gramm. Aus dem Buckelhelm entwickelte sich der Negauer Helm.